# Brian Aldiss
Brian Wilson Aldiss OBE (ur. 18 sierpnia 1925 w East Dereham, zm. 19 sierpnia 2017 w Oksfordzie) – brytyjski pisarz science-fiction, krytyk i wydawca fantastyki. Pięciokrotny laureat British SF Award, dwukrotny laureat nagrody Hugo (jedna za książkę non-fiction Thrillion Years Spree, otrzymał także Nagrodę Locusa) oraz Nebuli i Nagrody im. Campbella. Uhonorowany nagrodą Damon Knight Memorial Grand Master Award (1999) za dorobek życia.

## Życiorys
Urodził się w East Dereham w brytyjskim hrabstwie Norfolk. W latach 1943–1947 służył w armii brytyjskiej na Dalekim Wschodzie. Po powrocie do kraju pracował jako księgarz w Oksfordzie, gdzie w 1955 roku powstała jego pierwsza książka (The Brightfount Diaries). W tym samym roku gazeta „The Observer” ogłosiła konkurs na opowiadanie, którego akcja miała rozgrywać się w roku 2500. Aldiss wygrał ten konkurs opowiadaniem Not For An Age. Dzięki temu opublikował swoją pierwszą powieść fantastyczną, Space, Time and Nathaniel.
11 czerwca 2005 roku został odznaczony tytułem Oficer Orderu Imperium Brytyjskiego (OBE) za swoje zasługi dla literatury.
Zmarł 19 sierpnia 2017 w wieku dziewięćdziesięciu dwóch lat.

## Poglądy na temat fantastyki naukowej
Uważał, że większość definicji fantastyki naukowej jest błędna, ponieważ skupia się na zawartości treści, a nie na samej formie. Według niego ten gatunek to poszukiwanie definicji człowieka oraz jego miejsca we wszechświecie, zgodnych z zaawansowanym, lecz nieuporządkowanym stanem ludzkiej wiedzy, zazwyczaj prezentowanej w formie gotyckiej lub post-gotyckiej. Protagonista klasycznej powieści science-fiction powinien posiadać nadnaturalne moce. Uważał, że granice pomiędzy fantastyką naukową, science fantasy oraz fantasy zacierają się i każdy z tych gatunków można zaliczyć do fantastyki.

## Publikacje
- 1955 The Brightfount Diaries
- 1957 Space, Time and Nathaniel
- 1958 Non-stop (wyd. pol. Iskry 1975)
- 1958 Equator
- 1959 The Canopy of Time
- 1959 The Male Response
- 1960 Tłumacz (The Interpreter, wyd. pol. KAW, 1990)
- 1961 The Primal Urge
- 1962 Cieplarnia (Hothouse, wyd. pol. Iskry 1983; opowiadanie, na podstawie którego powstała powieść, zdobyło Nagrodę Hugo w 1962)
- 1963 The Airs of Earth (amerykański tytuł Starswarm)
- 1964 Mroczne lata świetlne(inne języki) (The Dark Light Years, wyd. pol. Solaris 2003)
- 1964 Siwobrody (Greybeard, wyd. pol. Solaris 2003)
- 1965 Kto zastąpi człowieka? (Best SF Stories of Brian Aldiss zbiór opowiadań, amerykański tytuł: But Who Can Replace a Man?, wyd. pol. Iskry 1985)
  - The Game of God („Zabawa w Boga”)
  - A Kind of Artistry („Poniekąd sztuka”)
  - O Moon of My Delight („O, miesiącu zachwytu mego”)
  - Shards („Strzępy”)
  - Not for an Age („Przenigdy”)
  - Outside („Na zewnątrz”)
  - Poor Little Warrior! („Nieszczęsny, mały wojowniku!”)
  - Who Can Replace a Man? („Kto zastąpi człowieka?”)
  - The Impossible Star („Nieobliczalna gwiazda”)
  - Old Hundreth („Kiedy ranne wstają zorze”)
  - Judas Danced („Judasz tańczył”)
  - Another Little Boy („Jeszcze jeden Człowieczek”)
  - Girl and Robot with Flowers („Dziewczyna i robot z kwiatami”)
  - The Moment of Eclipse („Chwila zaćmienia”)
  - Man in His Time („Człowiek ze swoim czasem”)
- 1965 Earthworks
- 1965 The Impossible Smile
- 1966 The Saliva Tree and other strange growths (tytułowe opowiadanie zdobyło Nebulę w 1965 r.)
- 1967 Kryptozoik (An Age, amerykański tytuł: Cryptozoic!, wyd. pol. Solaris 2003)
- 1968 A Report On Probability
- 1969 Barefoot in the Head
- Saga The Horatio Stubbs
  - 1978 The Hand-Reared Boy
  - 1970 A Soldier Erect
  - 1978 A Rude Awakening
- 1971 Krążenie krwi... (The Moment of Eclipse, wyd. pol. Iskry 1989, Nagroda BSFA 1971)
- 1973 Frankenstein Unbound
- 1974 The 80 minute Hour
- 1976 Malacjański gobelin (The Malacia Tapestry, wyd. pol. Solaris 2002)
- 1977 Brothers of the Head
- 1977 Last Orders and Other Stories
- 1979 Pile (Poem)
- 1979 New Arrivals, Old Encounters
- Trylogia Helikonii
  - 1982 Wiosna Helikonii (Helliconia Spring, Iskry 1989, Nagroda BSFA 1982, Nagroda Campbella 1983)
  - 1983 Lato Helikonii (Helliconia Summer, Iskry 1992)
  - 1985 Zima Helikonii (Helliconia Winter, Iskry 1992, Nagroda BSFA 1985)
- 1984 Seasons in Flight
- 1987 The Year before Yesterday
- 1987 Trillion Year Spree (1986, wspólnie z Davidem Wingrove, Nagroda Hugo w kategorii Best Related Work, Nagroda Locusa 1987 w kategorii Książka niebeletrystyczna)
- 1987 Ruins
- 1988 Forgotten Life
- 1994 A Tupolev too Far
  - Supertoys Last All Summer Long
  - Umysł w potrzasku (Crakec at critical, wyd. pol. Varia APD 1993)
- 2002 Superpaństwo (Super-State, wyd. pol. Vis-à-vis/Etiuda 2012)
  - The Cretan Teat
- 2004 Affairs at Hampden Ferrers
- 2005 Cultural Breaks (zbiór opowiadań)
  - Jocasta
  - Sanity and the Lady
- 2007 Mrok (HARM, wyd. pol. Vis-à-vis/Etiuda 2011)
- 2008 Chwila zaćmienia (A collection of short stories, wyd. pol. Solaris 2008)